# Рајхенбах (Кам)
Рајхенбах (њем. Reichenbach) општина је у њемачкој савезној држави Баварска. Једно је од 38 општинских средишта округа Кам. Према процјени из 2010. у општини је живјело 1.233 становника. Посједује регионалну шифру (AGS) 9372149.

## Географски и демографски подаци
Рајхенбах се налази у савезној држави Баварска у округу Кам. Општина се налази на надморској висини од 386 метара. Површина општине износи 9,7 km². У самом мјесту је, према процјени из 2010. године, живјело 1.233 становника. Просјечна густина становништва износи 127 становника/km².